# Carl Dornes
Carl Dornes, auch: Karl (* 23. Juni 1906 in Michelbach; † 11. Januar 1980 in Heidelberg) war ein deutscher Jurist, Verwaltungsbeamter und Politiker (FDP/DVP).

## Leben
Nach dem Abitur absolvierte Dornes ein Studium der Rechtswissenschaft. In den 20er Jahren war Dornes laut dem Historiker und Politikwissenschaftler Michael Ruck eines der „aktivsten Mitglieder“ des NSDStB in Heidelberg. Den Austritt aus dem NSDStB im Jahr 1930 sieht Ruck im Zusammenhang mit dem Beginn der Beamtenlaufbahn von Dornes. Andererseits habe Dornes bis 1940 durchaus eine gewisse Distanz zum NS-Regime gewahrt und sei 1938 sogar vorübergehend aus dem Staatsdienst ausgeschieden. Am 30. September 1939 beantragte er die Aufnahme in die NSDAP und wurde zum 1. Januar 1940 aufgenommen (Mitgliedsnummer 7.810.988), in dem Jahr erhielt Dornes eine feste Anstellung im Staatsdienst.
Von Oktober 1940 bis Februar 1942 war er Generalbevollmächtigter für das jüdische Vermögen in Baden. In dieser Eigenschaft hat er die Vermögen der bis Oktober 1940 aus Baden „evakuierten“ Juden im Gesamtwert von 60 Millionen Reichsmark verwaltet und verwertet (siehe folgendes Unterkapitel). Danach war er als Personalreferent im badischen Innenministerium tätig, zuletzt als Oberregierungsrat.
Dornes wurde 1945 zunächst aus dem Verwaltungsdienst entlassen, dann aber als „Entlasteter“ eingestuft. Dennoch kehrte er dem Verwaltungsdienst den Rücken und war in der Folgezeit als Rechtsanwalt tätig. 1947 verfasste er das Memorandum Wissenswertes über die badische Staatsverwaltung vor und nach 1933 im Hinblick auf die derzeitigen Beamtenentlassungen.
Dornes trat nach 1945 in die Demokratische Volkspartei (DVP) ein, die sich 1948 zum Landesverband der FDP in Württemberg-Baden wandelte und 1952 im Landesverband der FDP/DVP in Baden-Württemberg aufging. Von 1950 bis 1952 war er Landtagsabgeordneter im Landtag von Württemberg-Baden. Von 1952 bis 1953 war er Mitglied der Verfassunggebenden Landesversammlung und anschließend bis 1956 Abgeordneter des Baden-Württembergischen Landtages. Seine Kandidatur als Regierungspräsident von Nordbaden wurde 1963 durch einen Briefwechsel zwischen dem Präsidenten des Bundesverfassungsgerichtes Gebhard Müller und dem baden-württembergischen Innenminister Hans Filbinger verhindert.

## Generalbevollmächtigter für die Verwertung jüdischer Vermögen in Baden
Am 22. Oktober 1940 wurden 6.500 jüdische Einwohner Badens und der Saarpfalz in einer Nacht- und Nebelaktion ins französische Gurs in den Pyrenäen zwangsumgesiedelt. Die Deportation kam für die Betroffenen, wie auch für die französische Vichy-Regierung, völlig überraschend. Laut der Historikerin Andrea Brucher-Lembach war der badische Gauleiter Robert Wagner der „Initiator der Deportation“. Für Baden verfügte Wagner die Einziehung der Vermögen der Deportierten durch das badische Innenministerium. Dazu ernannte Wagner den Regierungsrat Carl Dornes zum „Generalbevollmächtigten“. Ad hoc wurden bei den Polizeiverwaltungen der Landratsämter bzw. Polizeipräsidien sog. „Abteilungen für jüdisches Vermögens“ gebildet, die das Vermögen der Deportierten erfassten, die Wohnungen versiegelten, Inventarlisten erstellten und Versteigerungen anberaumten. In Amtsdeutsch wurde die Bezeichnung VVjV (Verwaltung und Verwertung jüdischer Vermögen) geführt.
In der Verwaltungspraxis nutzte Dornes, so der Historiker Christoph Raichle, vorhandene Spielräume nicht, um das Los der Deportierten zu mildern. So habe Dornes die Nachsendung von Winterkleidung, welche von den Deportierten in Gurs dringend benötigt wurde, „dilatorisch“ behandelt, obwohl er über reiche Bestände verfügte habe, bis die SS im März 1941 schließlich eine Nachsendung als angeblich nicht mehr notwendig eingestuft habe. Insgesamt habe der Fokus der Dornes-Verwaltung auf der peniblen Erfassung der eingezogenen Vermögen zugunsten des Staates gelegen. Raichle hebt dabei anhand von Fallbeispielen die „bürokratische Menschenverachtung“ der Verwaltung hervor. Dessen ungeachtet sei es auch zur persönlichen Bereicherung durch Angehörige der Dornes-Verwaltung gekommen, die als Käufer zu überaus günstigen Bedingungen Gegenstände aus dem geraubten Gut erwarben. Der Leiter der „Abteilung für jüdisches Vermögen“ beim Landratsamt Rastatt, Hah, habe im November 1940 das Kaufverhalten der beteiligten Beamten verglichen mit dem Verhalten von „Hyänen, die über ein Aas herfallen“. Generell sei es bei den Versteigerungen, bei denen einen starker Andrang der lokalen Bevölkerung herrschte, zu Unregelmäßigkeiten und Korruptionserscheinungen gekommen.
Zu einem partiell abweichenden Ergebnis kommt der Historiker Robert Neisen: demnach kam die „strikte Orientierung der leitenden Beamten an Gesetzen und formalen Regeln […] gelegentlich sogar zugunsten der Opfer zum Tragen“. Dies habe sich am „Verhalten von Carl Dornes“ gezeigt, der das beschlagnahmte Vermögen der Deportierten „zuverlässig und gewissenhaft“ verwaltet habe; „auf Bitten“ des Leiters der badischen Bezirksstelle der Reichsvereinigung der Juden, Karl Eisemann, habe Dornes dafür gesorgt, „dass Reisepässe von Deportierten […] nach Gurs geschickt wurden“. Andererseits habe Dornes auch Grundstücke enteignet, „bei denen Juden Miteigentümer waren, die der Deportation entgangen waren“. Dornes habe dies begründet mit dem „öffentlichen Interesse an der Zwangsentjudung“ der betreffenden Grundstücke.